# 永尾柚乃
永尾柚乃（2016年10月15日—）是日本兒童演員，隸屬於SPACE CRAFT。

## 生平
永尾柚乃出生於東京，一歲半的時候，她在母親的請求下《鐵證懸案～真相之門》中以兒童演員的身份首次亮相，她的母親希望這部電影能成為她的童年回憶。 2023年，他因在電視劇《重啟人生》中飾演主人公幼兒園年齡角色（但實際上33歲）而成為熱門話題

## 人物
- 她的興趣是寫劇本，特別擅長搞笑舞蹈。他非常迷戀電視劇《科搜研之女》，並正在親自撰寫該劇的劇本。[2]

## 出演

### 電視劇
- 鐵證懸案～真相之門～ 第8集（2018年12月1日，WOWOW）- 本木秀俊的孫子
- 再見1億日元（2020年10月11日，NHK BS Premium）- 加納美嘉（2歲）
- 上帝的病歷（2021年3月8日，東京電視台）- 小春
- 副教授高槻彰良的推察 Season2 第6集 - 第8集（2022年3月19日・26日，東海電視台・富士電視台） - 長谷部千里
- 配角人生（2022年6月 - 8月，NHK BS Premium / 2022年10月 - 12月，NHK綜合）- 松戶福子
- Elpis 第7集・第8集・最終集（2022年12月5日・12日・26日，富士電視台）- 中村優乃
- 重啟人生（2023年1月8日 - 3月12日，日本電視台）- 近藤麻美（保育園時代）
- NHK大河劇 怎麼辦家康 第5回（2023年2月5日，NHK）- 久松一家的孩子
- 奶奶的憂鬱 第5集・最終集（2023年5月6日・27日，東海電視台・富士電視台）- 迫田愛魅
- 主播們的戰爭（2023年8月14日，NHK綜合）- 赤沼的女兒
- 天狗的廚房（BS-TBS）- 大井ひな
  - season1（2023年10月5日 - 12月7日）
  - season2 第1集・第6集（2024年10月22日・11月26日）
- 非快速眼動之窗2023冬（2023年12月25日，日本電視台）- 山岸しま
- 正直不動産2 第3集（2024年1月23日，NHK綜合）- 岡田朋花
- JK與六法全書（2024年4月19日 - 6月7日，朝日電視台）- 櫻木雅（幼少期）
- 怪醫黑傑克（2024年6月30日，朝日電視台）- 皮諾可
- 科搜研之女 Season24 第6集（2024年8月14日，朝日電視台）- 豬俣奈菜
- 黃金神威-北海道刺青囚人爭奪篇 第1集・第3集・第7集（2024年10月6日・20日・11月17日，WOWOW）- オソマ
- 解謊偵探少女 第6集（2024年11月11日，富士電視台）- ヤイコ
- D&D〜醫生與刑警的搜查線〜 第6集（2024年11月22日，東京電視台）- 日浦塔子（幼少期）
- Octo 〜感情搜查官 心野朱梨〜 Season2 第9集 - 最終集（2024年11月28日 - 12月12日，讀賣電視台・日本電視台）- 山神櫻
- Doctor-Y～外科医·加地秀树～7（2024年11月30日，朝日電視台）- 芽美
- 綁架之日（2025年7月8日 - ，朝日電視台）- 七瀬凜

### 電影
- 總理之夫（2021年9月23日）- 相馬日向
- 小孤島大醫生（2022年12月16日）
- 黃金神威（2024年1月19日）- オソマ

### 外語配音
- 星際寶貝：史迪奇（2025年6月6日）- 莉蘿（麥雅·凱洛哈）

### 綜藝節日
- 嘉賓黛安 第4集（2023年10月7日，朝日放送電視台）- MC[3]
- 奇葩說（2024年5月2日，富士電視台）

### MV
- Little Glee Monster「Run」（2025年）